# Wahlkreis Jena – Ost
Der Wahlkreis Jena – Ost war ein Landtagswahlkreis zur Landtagswahl in Thüringen 1990, der ersten Landtagswahl nach der Wiedergründung des Landes Thüringen. Er hatte die Wahlkreisnummer 24.
Der Wahlkreis umfasste den Stadtteil Ost der Universitätsstadt Jena.

## Ergebnisse
Die Landtagswahl 1990 fand am 14. Oktober 1990 statt und hatte folgendes Ergebnis für den Wahlkreis Jena – Ost:
| Direktkandidat     | Partei (Kürzel) | Erststimmen (%) | Zweitstimmen (%) |
| ------------------ | --------------- | --------------- | ---------------- |
| Hans-Jürgen Wagner | CDU             | 34,2            | 31,1             |
|                    | Chr. L          | -               | 00,2             |
|                    | DFD             | 00,9            | 00,6             |
|                    | REP             | -               | 00,5             |
|                    | DBU             | -               | 00,2             |
|                    | DSU             | 03,1            | 03,0             |
|                    | F.D.P.          | 11,7            | 11,6             |
|                    | LL-PDS          | 13,1            | 13,6             |
|                    | NPD             | -               | 00,3             |
|                    | NFGRDJ          | 12,4            | 11,6             |
|                    | SPD             | 23,8            | 26,6             |
|                    | UFV             | 00,9            | 00,7             |

Es waren 36.836 Personen wahlberechtigt. Die Wahlbeteiligung lag bei 71,4 %.  Als Direktkandidat wurde Hans-Jürgen Wagner (CDU) gewählt. Er erreichte 34,2 % aller gültigen Stimmen.